# Sgt. Fury and his Howling Commandos
Sgt. Fury and his Howling Commandos, o símplement Sgt. Fury com apareixia a la manxeta als 120 primers números, és una sèrie de còmics creada per Jack Kirby i Stan Lee i publicada per Marvel Comics entre 1963 i 1981. El personatge principal, el sgt. Nick Fury, qui més tard es convertiria en el líder de l'agència d'espionatge de Marvel, S.H.I.E.L.D. El títol també presentava els Howling Commandos, una unitat fictícia de la Segona Guerra Mundial que va aparèixer per primera vegada al primer número de la col·lecció (publicat el 5 de març de 1963 amb data de portada maig de 1963).

## Història de la publicació
Stan Lee va descriure que la sèrie Sgt. Fury and his Howling Commandos va sorgir a causa d'una aposta amb el seu editor, Martin Goodman, que l'estil Lee-Kirby podria fer que un llibre es vengués fins i tot amb el pitjor títol que Lee pogués idear:
| « | (anglès) To this day, Stan claims that [the replacement for the canceled title The Incredible Hulk] was the result of a bet between him and Goodman. As Stan tells, Goodman told him their books were selling because of buzzwords like Amazing, Fantastic, Mighty, and Incredible. Stan answered that the Lee-Kirby style was responsible ... and offered the following challenge: «I'll do a war book with the worst title I can come up with, but if it's done in the Marvel style, I bet it'll sell.» | (català) Fins avui, Stan afirma que [el reemplaçament del títol cancel·lat The Incredible Hulk] va ser el resultat d'una aposta entre ell i Goodman. Com diu Stan, Goodman li va dir que els seus comic books es venien a causa de paraules de moda com "Amazing" (Sorprenent), "Fantastic" (Fantastic), "Mighty" (Poderós) i "Incredible" (Increïble). Stan va respondre que l'estil Lee-Kirby n'era el responsable... i va oferir el següent repte: «Faré un comic book de guerra amb el pitjor títol que em pugui inventar, però si es fa a l'estil Marvel, aposto que el vendré». | » |

Lee va elaborar aquesta afirmació en una entrevista del 2007, responent al suggeriment que el títol de la sèrie no semblava necessàriament dolent:
| « | (anglès) It did at the time. First of all, it was too long for a title — we didn't have any that were six words. And "Howling" was a long word, and "Commandos" was a long word. I got the name "Howling Commandos" because in the Army there was a group called the Screaming Eagles. And I loved the sound of that. So I figured we'd have the Howling Commandos. | (català) Ho va fer en el seu moment. En primer lloc, era massa llarg per a un títol — no en teníem cap de sis paraules. I "Howling" era una paraula llarga, i "Commandos" era una paraula llarga. Vaig pensar el nom "Howling Commandos" perquè a l'exèrcit hi havia un grup anomenat Screaming Eagles. I m'encantava el so d'això. Així que vaig pensar que tindríem els Howling Commandos. | » |

L'artista de còmics contemporani John Severin va recordar en una entrevista realitzada a principis dels anys 2000 que a finals de la dècada de 1950, Kirby s'havia acostat a ell per ser soci d'una tira còmica de diaris sindicada "ambientada a Europa durant la Segona Guerra Mundial; l'heroi seria un dur sergent picador de cigars amb un equip de GIs estranys — una mena de Boy Commandos per a adults", referint-se a una sèrie de còmics de "banda infantil" de la dècada de 1940 que Kirby havia cocreat per a DC Comics.
Sgt. Fury and his Howling Commandos van seguir una unitat especial d'elit, el First Attack Squad, sobrenomenat els "Howling Commandos", que estava estacionada en una base militar a Anglaterra per lluitar en missions principalment, però no exclusivament, al teatre europeu de la Segona Guerra Mundial. Sota el capità "Happy Sam" Sawyer, Fury era el sotsoficial consumidor de cigarros que dirigia la unitat integrada racialment i ètnica (la integració racial era inusual per a l'exèrcit nord-americà aleshores segregat, encara que possible a les unitats d'elit de les forces especials). Lee es va veure obligat a enviar una nota al separador de colors de la impremta per confirmar que el personatge Gabe Jones era afroamericà, després que el personatge hagués aparegut colorejat com a caucàsic al primer número.
La sèrie va publicar 167 números (maig de 1963 - desembre de 1981), encara que amb reimpressions alternant amb noves històries des del núm. 80 (setembre de 1970), i només en reimpressions després del número 120 (juliol de 1974); en aquest punt el títol formal amb drets d'autor a la manxeta, que havia estat simplement Sgt. Fury, es va canviar perquè coincidís amb el logotip de la portada de la marca registrada, Sgt. Fury and his Howling Commandos. Després de set números dels creadors Lee i Kirby (que van tornar a col·laborar al número 13 i a les pàgines inicials i finals del número 18), el dibuixant Dick Ayers va començar la seva llarga etapa en el que seria la seva sèrie signatura, dibuixant 95 números, inclosos dues anuals extrallargs. John Severin es va unir més tard com a entintador, formant un equip de llarga trajectòria i guardonat; a més, faria tant llapis com tinta als núm. 44-46. Els únics altres dibuixants de la sèrie van presentar un número cadascun per Tom Sutton (que Ayers va dir que es va "fer aquella vegada que vaig demanar un permís i una reassignació") i Herb Trimpe ("Ens van ressituar a Trimpe i a mi, [ell] a Fury i [jo] i Severin a [The Incredible ] Hulk", va recordar Ayers.)
Roy Thomas va seguir a Lee com a escriptor, ell mateix seguit per Gary Friedrich, per a qui també es va convertir en una sèrie signatura. Ayers va dir l'any 1977: «Stan Lee va deixar Fury primer a Roy Thomas perquè ja que els superherois estaven guanyant popularitat en aquell moment, el millor era que es concentrés en ells», referint-se a la línia de còmics de superherois de la jove Marvel aleshores en creixement, com ara Els Quatre Fantàstics i The Amazing Spider-Man. «He d'admetre que em molestaven una mica aquells superherois que havien allunyat a Stan de Fury!»
Friedrich va començar com a coguionista dels números 42-44 (maig-juliol de 1967). L'equip de Friedrich-Ayers-Severin va començar de debò, però, amb el número 45 (agost de 1967), el primer dels que serien diverses històries de la sèrie "The": "The War Lover" (l'amant de la guerra), una exploració ombrejada d'un soldat disparador-feliç i la línia traçada, fins i tot a la guerra, entre matar i assassinar. Atrevit per l'època, quan el sentiment públic majoritari encara donava suport a la guerra no declarada del Vietnam, la història equilibrava els problemes actuals tot demostrant que fins i tot en el que es coneix com "una guerra justa", preval una moral més àmplia. Com va observar un escriptor de la dècada de 1970,
| « | (anglès) ...Sgt. Fury #45 took a firm moralistic stance for the rest of the series by premiering what would become one of the most acclaimed series of stories in comics: the Gary Friedich "The" series, beginning with "The War Lover". ... Future stories in that fashion — all but one written by Friedrich — would center on what war could do to "The Assassin" (#51), the tragedy of a man turned hired liquidator, his family held hostage by Hitler's Gestapo; "The Informer" (#57), an observation on loyalty and trust, staged in a German P.O.W. camp; "The Peacemonger" (#64) [about a World War II conscientious objector]; "The Deserter" (#75), an allusion to the real-life execution of Private Eddie Slovik; "The All-American" (#81), Al Kurzrok's tale of a man [caught] between the twin microcosms of sport and war; and ultimately, "The Reporter" (#110), an account of a journalist faced with the [question of] when might a human life be forfeit? Many feel, also, that #46's tale, "They Also Serve", should be included ... for that story might as easily have been called "The Medic".... | (català) Sgt. Fury núm. 45 va adoptar una ferma postura moralista per a la resta de la sèrie estrenant la que es convertiria en una de les sèries d'històries més aclamades del còmic: la sèrie "The" de Gary Friedich, començant per "The War Lover" (L'amant de la guerra). ... Futures històries d'aquesta manera, totes menys una escrites per Friedrich, es centrarien en el que la guerra podria fer a "The Assassin" (núm. 51), la tragèdia d'un home convertit en botxí contractat, la seva família retinguda per la Gestapo d'Adolf Hitler; "The Informer" (L'informador) (núm. 57), una observació sobre la lleialtat i la confiança, realitzada en un camp de presoners de guerra alemany; "The Peacemonger" (El pacifista) (núm. 64) [sobre un objector de consciència de la Segona Guerra Mundial ]; "The Deserter" (El desertor) (núm. 75), una al·lusió a l'execució real del soldat Eddie Slovik; "The All-American" (núm. 81), la història d'Al Kurzrok d'un home [atrapat] entre els microcosmos bessons de l'esport i la guerra; i, finalment, "The Reporter" (el reporter) (núm. 110), un relat d'un periodista enfrontat a la [qüestió de] quan es podria perdre una vida humana? Molts pensen, també, que la història del núm. 46, "They Also Serve", s'hauria d'incloure... perquè aquesta història tan fàcilment podria haver-se anomenat "The Medic" (El metge)... | » |

En el seu millor moment, l'art d'Ayers a Sgt. Fury va mostrar "un narrador clar, directe, excel·lent en plans mig propers amb un fons subtilment desenfocat. Va combinar vinyetes grans amb petites o petites per al moviment, i sovint proporcionava panoràmiques vastes i cinemascòpiques perquè els seus escriptors poguessin treballar... Fins i tot en una escena que normalment seria estàtica, podíeu sentir els seus personatges respirant". L'entintador Severin "va portar l'art encara més enllà, posant tintes fosques i esgarrapades" que donaven grana als llapis d'Ayers. Al mateix Ayers li "van agradar molt els resultats del treball de John Severin sobre Sgt. Fury", va dir el 1977. "Va afegir detalls més enllà del que jo havia posat. Sempre semblava anar un pas més enllà".
Friedrich va continuar fins al núm, 83 (gener de 1971), amb la darrera part d'aquesta tirada amb números de reimpressió alternant-se amb noves històries. Va tornar per als números parells del número 94-114 (gener de 1972 - novembre de 1973).
Sgt. Fury es va publicar simultàniament amb dues sèries més de la Segona Guerra Mundial de Marvel de curta durada, Capt. Savage and his Leatherneck Raiders (després titulada Captain Savage and his Battlefield Raiders), que va durar 19 números entre 1968 i 1970; i Combat Kelly and the Deadly Dozen, que va durar nou números entre 1972 i 1973. Els Howlers va protagonitzar els números 6 i 11 de la primera sèrie i el número 4 de la segona i dos membres dels Howlers (Dino Manelli i Percival "Pinky" Pinkerton) van formar part de la Deadly Dozen.
Lee va explicar la transició de la sèrie a les reimpressions: «... va arribar tant de correu de fans de lectors que volien més Sgt. Fury, però no teníem temps, no tenia els homes per dibuixar-lo, no tenia temps per escriure'l, i estàvem ocupats amb altres coses, així que només vam començar a reimprimir els números i, curiosament, les versions de reimpressió de Sgt Fury es van vendre tan bé com les originals!» El darrer número, el 167 (desembre de 1981) va reimprimir el primer número.
Van aparèixer set publicacions anuals, la primera titulada Sgt. Fury and his Howling Commandos Special King Size Annual núm. 1 (1965), i la resta titulades Sgt. Fury and his Howling Commandos King-Size Special #2-7 (1966 - novembre de 1971), amb guionet i sense "Annual". Els tres últimes només contenen reimpressions, tret d'una seqüència d'enquadrament de 10 pàgines al número 6. En els anuals números 1 i 3, els Howlers es van reunir per a una missió especial cadascun a la Guerra de Corea i la Guerra del Vietnam, respectivament; el número 2 anual els va trobar assaltant les platges de Normandia el dia D el 1944, i el número 4 anual va ser un flashback a l'ofensiva de les Ardennes.
Una història dels últims dies es va publicar a Sgt. Fury and his Howling Commandos núm. 1 (juliol de 2009), tal com deia el logotip de la portada; els seus drets d'autor de la manxeta llegeixen Sgt. Fury & His Howling Commandos One-Shot #1. La història de 32 pàgines, "Shotgun Opera", va ser de l'escriptor Jesse Alexander i l'artista John Paul Leon.

## Personatges
A més de Fury, la unitat especial d'elit dels Rangers de l'exèrcit nord-americà sobrenomenada els Howling Commandos constava del següents:
- Caporal Timothy Aloysius Cadwallader "Dum Dum" Dugan - Un antic forçut del circ, Dum Dum és la bona mà dreta de Fury. De tant en tant es refereix a la seva dona ("ugh!") a Boston i a la seva sogra ("doble ugh!") com a motius pels quals es va allistar, preferint lluitar contra els nazis a tractar-les.
- Soldat Isadore "Izzy" Cohen: el primer heroi de còmic americà demostrablement jueu. Izzy és un mestre mecànic.[7]
- Soldat Gabriel Jones: un afroamericà que serveix en una unitat integrada. (Les forces armades regulars estatunidenques no es van integrar en realitat fins després de la guerra el 1948. Tanmateix, certes unitats d'elit estaven en altres còmics.)[19]
- Soldat Dino Manelli[20] - està inspirat en Dean Martin. Dino, un actor de cinema d'esbarjo, nascut a Itàlia, es va allistar per retornar al país que tant li donava. Domina l'italià i, inexplicablement, també l'alemany.
- Soldat Robert "Rebel" Ralston - Un ex jockey de la regió de Bluegrass de Kentucky.
- Privat Percival "Pinky" Pinkerton: va inspirar el comandament i actor de cinema de la vida real David Niven, aquest soldat britànic va substituir Juniper al número 8 (juliol de 1964). Stan Lee va declarar que el personatge era homosexual.
- El soldat Jonathan "Junior" Juniper — En un moviment inusual i agosarat per als còmics de l'època, Junior va ser assassinat en acció després de pocs números (número 4 (nov. 1963)). Com va escriure un historiador de còmics el 1999, "Avui això no és gran cosa, però el 1963, els herois dels còmics simplement no morien; no de manera permanent, de totes maneres. De sobte, amb la mort de 'Junior' Juniper, la sèrie va adquirir una mica de prestigi. Ara es tracta d'un drama de guerra real on la gent moria i no va tornar mai.[7]
- Soldat Eric Koenig - Un desertor de l'Alemanya nazi que es va unir a l'equip al número 27 (febrer de 1966).
- Soldat James "Jim" Morita - Va ser un nord-americà d'ascendència japonesa que va servir a l'exèrcit dels EUA com a Ranger durant la Segona Guerra Mundial. Es va unir a un esquadró Nisei sota el comandament del capità "Happy Sam" Sawyer i va servir amb els Comandos Howling en diverses missions.
- Soldat Jacques "Frenchie" Dernier - Va ser membre de la Resistència francesa contra l'ocupació nazi durant la Segona Guerra Mundial.

Al número 34 (set. de 1966) es mostra que un jove Nick Fury amb el seu amic Red Hargrove, van abandonar el barri de la seva infància per perseguir els seus somnis d'aventura, i finalment es van conformar amb un atrevit acte d'aviació. Les seves acrobàcies que desafien la mort van cridar l'atenció del tinent Samuel "Happy Sam" Sawyer quan Fury i Hargrove estaven entrenant comandaments britànics en paracaigudes de baix nivell. Sawyer estava servint amb els Comandos Britànics el 1940 i va rebre l'entrenament de Fury. Sawyer els va allistar per a una missió especial als Països Baixos. Nick i Red més tard es van unir a l'exèrcit dels Estats Units, amb Fury seguint un entrenament bàsic amb un sergent Bass a Fort Dix a Nova Jersey. Tant Fury com Red estaven estacionats a Schofield Barracks, Oahu, Hawaii quan la Marina Imperial Japonesa va atacar la base el 7 de desembre de 1941, i Red va estar entre els molts morts en l'atac a Pearl Harbor.
Sawyer va reclutar Rangers selectes de l'exèrcit dels EUA per a la seva companyia "Able". Sawyer va assignar a Fury el comandament del Primer Esquadró d'Atac, sobrenomenat els "Howling Commandos". Ells i el segon equip d'atac (els "Maulers", dirigits pel sargent "Bull" McGiveney, amb el caporal "Ricketts" Johnson), i, més tard, l'esquadra Nisei de Jim Morita estaven estacionats en un base militar a Anglaterra per lluitar en missions especialitzades, principalment, però no exclusivament, al teatre europeu de la Segona Guerra Mundial, fins a arribar fins al teatre del Pacífic, Àfrica i, una vegada cadascuna, a l'Orient Mitjà i al front rus. Fury es va enamorar d'una bella infermera anglesa, Pamela Hawley, que va morir en un bombardeig alemany a Londres abans que ell s'hi pogués declarar.
La primera tasca dels Howling Commandos (però no la primera publicació) va tenir lloc a la tardor de 1942. Havien de rescatar el científic de coets britànic Dr. Henry MacMillan d'una base militar alemanya a la Noruega ocupada. El seu èxit els va portar a l'atenció del primer ministre britànic Winston Churchill, que va incorporar la unitat a l'exèrcit britànic i li va donar el títol de "Commandos".
Els Howlers van lluitar contra persones com el general alemany Erwin Rommel i el fanatisme entre equips, sovint en la mateixa història. Els antagonistes incloïen el baró Strucker, els enemics del Capità Amèrica, el Baron Zemo i el Red Skull (protegit d'Adolf Hitler), i altres malvats de l'Eix. Els Howlers es van trobar amb l'agent de l'Office of Strategic Services Reed Richards (més tard Mister Fantastic dels Quatre Fantàstics) al número 3 (setembre de 1963), i van lluitar al costat del Capità Amèrica i Bucky al número 13 (desembre de 1964).
Es van reunir per a missions a la Guerra de Corea, on Fury va rebre una promoció de camp a tinent, i a la Guerra del Vietnam, cadascuna en un especial anual d'estiu, així com en una gala de reunió de ficció actual al número 100 (juliol de 1972).

## En altres mitjans

### Televisió
- Els Howling Commandos fan un cameo a l'episodi "Old Soldiers" de La Patrulla X.
- Els Howling Commandos apareixen a l'episodi de The Super Hero Squad Show "Wrath of the Red Skull!", format per Nick Fury, Dum Dum Dugan, Gabe Jones i Izzy Cohen.
- Els Howling Commandos apareixen a The Avengers: Earth's Mightiest Heroes, dirigits pel personatge original de la sèrie i el pare de Nick Fury, Jack Fury, i format per Dum Dum Dugan, Gabe Jones, Rebel Ralston, Izzy Cohen, Dino Manelli, Pinky Pinkerton i Wolverine.

### Marvel Cinematic Universe
Els Howling Commandos apareixen en mitjans ambientats al Marvel Cinematic Universe. La formació inclou Bucky Barnes (Sebastian Stan), Dum Dum Dugan (Neal McDonough), Gabe Jones (Derek Luke ), Montgomery Falsworth (JJ Feild), Jim Morita (Kenneth Choi), Jacques Dernier (Bruno Ricci), Happy Sam Sawyer (Leonard Roberts), Junior Juniper (James Austin Kerr) i Pinky Pinkerton (Richard Short).

### Videojocs
Els Howling Commandos apareixen com a NPC a Captain America: Super Soldier, format per Bucky Barnes, Jim Morita, Dum Dum Dugan i Montgomery Falsworth.

## Edicions recopilades
- Marvel Masterworks: Sgt. Fury Vol. 1 (Sgt. Fury and his Howling Commandos núm. 1-13) ISBN 978-0785120391
- Marvel Masterworks: Sgt. Fury Vol. 2 (Sgt. Fury and his Howling Commandos núm. 14-23, Annual núm. 1) ISBN 978-0785129288
- Marvel Masterworks: Sgt. Fury Vol. 3 (Sgt. Fury and his Howling Commandos núm. 24-32, Annual núm. 2) ISBN 978-0785142126
- Marvel Masterworks: Sgt. Fury Vol. 4 (Sgt. Fury and his Howling Commandos núm. 33-43) ISBN 978-0785159599
- Essential Sgt. Fury Vol. 1 (Sgt. Fury and his Howling Commandos núm. 1-23, Annual núm. 1) ISBN 978-0785163954
- Marvel Epic Collection Vol. 1 (Sgt. Fury and His Howling Commandos núm. 1-19) ISBN 978-1302916572
- Marvel Epic Collection Vol. 2 (Sgt. Fury and His Howling Commandos núm. 20-36, Annual núm. 1-2) ISBN 978-1302952549